# Představitelé Kan-su
Představitelé Kan-su stojí v čele správy provincie. V čele správy Kan-su stojí guvernér (šeng-čang, 省长) řídící lidovou vládu Kan-su (Kan-su-šeng žen-min čeng-fu, 甘肃省人民政府). Nejvyšší politické postavení v provincii má však tajemník kansuského provinčního výboru Komunistické strany Číny, vládnoucí politické strany provincie i celého státu. K dalším předním představitelům Kan-su patří předseda provinčního lidového shromáždění (zastupitelského sboru) a předseda provinčního výboru Čínského lidového politického poradního shromáždění (ČLPPS).
V politickém systému Čínské lidové republiky, analogicky k centrální úrovni, má příslušný regionální výbor komunistické strany v čele s tajemníkem ve svých rukách celkové vedení, lidová vláda v čele guvernérem (u provincie) nebo starostou (u města) řídí administrativu regionu, lidové shromáždění plní funkce zastupitelského sboru a lidové politické poradní shromáždění má poradní a konzultativní funkci.

## Tajemníci kansuského provinčního výboru Komunistické strany Číny (od 1949)
Kansuské komunisty po roce 1954 vedl provinční výbor strany v čele s prvním tajemníkem. Po zřízení provinčního revolučního výboru v lednu 1968 jeho předseda stanul i v čele komunistů provincie. Od února 1971 opět fungoval provinční výbor strany v čele s prvním tajemníkem. Od roku 1983 v čele provinčního výboru KS Číny stojí tajemník s několika zástupci tajemníka.
Ve sloupci „Další funkce“ jsou uvedeny nejvýznamnější úřady zastávané současně s výkonem funkce tajemníka kansuského výboru strany, případně předešlé a pozdější úřady na stejné nebo vyšší úrovni, zejména působení v politbyru a stálém výboru politbyra.
| Jméno (životní data)                 | Od            | Do            | Další funkce a poznámky |
| ------------------------------------ | ------------- | ------------- | --- |
| Čang Te-šeng (张德生) (1909–1965)    | červenec 1949 | červen 1954   | později první tajemník šensijského provinčního výboru KS Číny (1954–1964) |
| Čang Čung-liang (张仲良) (1907–1983) | červen 1954   | leden 1961    | předtím tajemník čchingchajského provinčního výboru KS Číny (1949–1954), předseda lidové vlády Čching-chaje (1952–1954), předseda kansuského provinčního výboru ČLPPS (1955–1961)                                                                                        |
| Wang Feng (汪锋) (1910–1998)         | leden 1961    | listopad 1966 | předtím první tajemník ningsiaského oblastního výboru KS Číny (1958 a 1959–1961), později první tajemník sinťiangského oblastního výboru KS Číny (1978–1981), předseda sinťiangského revolučního výboru (1978–1979), místopředseda celostátního výboru ČLPPS (1987–1988) |
| Chu Ťi-cung (胡继宗) (1920–1974)     | listopad 1966 | únor 1967     | |
| Sien Cheng-chan (冼恒汉) (1911–1991) | únor 1971     | červen 1977   | čuangské národnosti, (první) komisař Lančouského vojenského okruhu (1958–1977), předseda kansuského revolučního výboru (1968–1977) |
| Sung Pching (宋平) (* 1917)          | červen 1977   | leden 1981    | předseda kansuského revolučního výboru (1977–1979), později státní poradce státní rady (1983–1988), člen politbyra ÚV KS Číny (1987–1992) a jeho stálého výboru (1989–1992)                                                                                              |
| Feng Ťi-sin (冯纪新) (1915–2005)     | leden 1981    | březen 1983   | předtím tajemník chejlungťiangského provinčního výboru KS Číny (1953–1954), guvernér Kan-su (1979–1981) |
| Li C’-čchi (李子奇) (1923–2014)      | březen 1983   | říjen 1990    | |
| Ku Ťin-čch’ (顾金池) (1932–2009)     | říjen 1990    | září 1993     | později tajemník liaoningského provinčního výboru KS Číny (1993–1997), |
| Jen Chaj-wang (阎海旺) (* 1939)      | září 1993     | duben 1998    | předtím guvernér Kan-su (1993) |
| Sun Jing (孙英) (* 1936)             | duben 1998    | leden 2001    | předtím guvernér Kan-su (1996–1998) |
| Sung Čao-su (宋照肃) (1941–2022)     | leden 2001    | srpen 2003    | předtím guvernér Kan-su (1998–2001), předseda kansuského provinčního lidového shromáždění (2003–2004) |
| Su Žung (苏荣) (* 1948)              | srpen 2003    | červenec 2006 | předtím tajemník čchingchajského provinčního výboru KS Číny (2001–2003), předseda kansuského provinčního lidového shromáždění (2004–2007), později tajemník ťiangsijského provinčního výboru KS Číny (2007–2013), místopředseda celostátního výboru ČLPPS (2013–2014)    |
| Lu Chao (陆浩) (* 1947)              | červenec 2006 | prosinec 2011 | předtím guvernér Kan-su (2001–2006), předseda kansuského provinčního lidového shromáždění (2007–2012) |
| Wang San-jün (王三运) (* 1952)       | prosinec 2011 | březen 2017   | předtím guvernér An-chueje (2007–2011), předseda kansuského provinčního lidového shromáždění (2012–2017) |
| Lin Tuo (林铎) (* 1956)              | březen 2017   | březen 2021   | předtím guvernér Kan-su (2016–2017), předseda kansuského provinčního lidového shromáždění (2017–2021) |
| Jin Chung (尹弘) (* 1963)            | březen 2021   | prosinec 2022 | předtím guvernér Che-nanu (2019–2021), předseda kansuského provinčního lidového shromáždění (2021–2023), později tajemník ťiangsijského provinčního výboru KS Číny (2022– )                                                                                              |
| Chu Čchang-šeng (胡昌升) (* 1963)    | prosinec 2022 | v úřadu       | předtím guvernér Chej-lung-ťiangu (2021–2022), předseda kansuského provinčního lidového shromáždění (2023– ) |

## Guvernéři Kan-su (od 1949)
Od prosince 1979 v čele civilní administrativy provincie Kan-su stojí guvernér řídící lidovou vládu provincie. Předtím od roku 1949 do října 1958 provincii spravovala lidová vláda v čele s předsedou, poté lidový výbor v čele s guvernérem. Od ledna 1968 do prosince 1979 správu provincie vedl revoluční výbor Kan-su v čele s předsedou.
| Jméno (životní data)                 | Od            | Do            | Další funkce a poznámky |
| ------------------------------------ | ------------- | ------------- | --- |
| Wang Š’-tchaj (王世泰) (1910–2008)   | červenec 1949 | leden 1950    | později předseda kansuského provinčního výboru ČLPPS (1961–1964 a 1977–1979), předseda kansuského provinčního lidového shromáždění (1979–1983)                                            |
| Teng Pao-šan (邓宝姗) (1894–1968)    | leden 1950    | květen 1967   | bývalý generál kuomintangského režimu, předseda kansuského provinčního výboru ČLPPS (1950–1955)                                                                                           |
| Sien Cheng-chan (冼恒汉) (1911–1991) | leden 1968    | leden 1977    | čuangské národnosti, tajemník kansuského provinčního výboru KS Číny (1971–1977) |
| Sung Pching (宋平) (* 1917)          | leden 1977    | prosinec 1979 | první tajemník kansuského provinčního výboru KS Číny (1977–1981), později státní poradce státní rady (1983–1988), člen politbyra ÚV KS Číny (1987–1992) a jeho stálého výboru (1989–1992) |
| Feng Ťi-sin (冯纪新) (1915–2005)     | prosinec 1979 | leden 1981    | předtím tajemník chejlungťiangského provinčního výboru KS Číny (1953–1954), později první tajemník kansuského provinčního výboru KS Číny (1981–1983)                                      |
| Li Teng-jing (李登瀛) (1914–1996)    | leden 1981    | duben 1983    | později předseda kansuského provinčního lidového shromáždění (1983–1986) |
| Čchen Kuang-i (陈光毅) (* 1933)      | duben 1983    | květen 1986   | později tajemník fuťienského provinčního výboru KS Číny (1986–1993) |
| Ťia Č’-ťie (贾志杰) (* 1935)         | květen 1986   | leden 1993    | později guvernér Chu-peje (1993–1995), tajemník chupejského provinčního výboru KS Číny (1994–2000)                                                                                        |
| Jen Chaj-wang (阎海旺) (* 1939)      | leden 1993    | září 1993     | později tajemník kansuského provinčního výboru KS Číny (1993–1998) |
| Čang Wu-le (张吾乐) (* 1937)         | září 1993     | červenec 1996 | |
| Sun Jing (孙英) (* 1936)             | červenec 1996 | duben 1998    | později tajemník kansuského provinčního výboru KS Číny (1998–2001) |
| Sung Čao-su (宋照肃) (1941–2022)     | duben 1998    | leden 2001    | později tajemník kansuského provinčního výboru KS Číny (2001–2003), předseda kansuského provinčního lidového shromáždění (2003–2004)                                                      |
| Lu Chao (陆浩) (* 1947)              | leden 2001    | říjen 2006    | později tajemník kansuského provinčního výboru KS Číny (2006–2011), předseda kansuského provinčního lidového shromáždění (2007–2012)                                                      |
| Sü Šou-šeng (徐守盛) (1953–2020)     | říjen 2006    | červenec 2010 | později guvernér Chu-nanu (2010–2013), tajemník chunanského provinčního výboru KS Číny (2013–2016)                                                                                        |
| Liou Wej-pching (刘伟平) (* 1953)    | červenec 2010 | duben 2016    | |
| Lin Tuo (林铎) (* 1956)              | duben 2016    | duben 2017    | později tajemník kansuského provinčního výboru KS Číny (2017–2021), předseda kansuského provinčního lidového shromáždění (2017–2021)                                                      |
| Tchang Žen-ťien (唐仁健) (* 1962)    | duben 2017    | prosinec 2020 | později ministr zemědělství a venkova (2020– ) |
| Žen Čen-che ( 任振鹤) (* 1964)       | prosinec 2020 | v úřadu       | |

## Předsedové kansuského provinčního lidového shromáždění (od 1979)
Od roku 2003 je předsedou kansuského provinčního lidového shromáždění (to jest provinčního zastupitelského sboru) volen tajemník kansuského provinčního výboru KS Číny.
| Jméno (životní data)               | Od            | Do            | Další funkce a poznámky |
| ---------------------------------- | ------------- | ------------- | --- |
| Wang Š’-tchaj (王世泰) (1910–2008) | prosinec 1979 | duben 1983    | předtím předseda lidové vlády Kan-su (1949–1950), předseda kansuského provinčního výboru ČLPPS (1961–1964 a 1977–1979) |
| Li Teng-jing (李登瀛) (1914–1996)  | květen 1983   | květen 1986   | předtím guvernér Kan-su (1981–1983) |
| Liou Ping (刘冰) (1921–2017)       | květen 1986   | leden 1988    | |
| Sü Fej-čching (许飞青) (* 1921)    | únor 1988     | leden 1993    | |
| Lu Kche-ťien (卢克俭) (* 1932)     | leden 1993    | leden 2003    | tibetské národnosti |
| Sung Čao-su (宋照肃) (1941–2022)   | leden 2003    | leden 2004    | předtím guvernér Kan-su (1998–2001), tajemník kansuského provinčního výboru KS Číny (2001–2003) |
| Su Žung (苏荣) (* 1948)            | leden 2004    | červenec 2006 | předtím tajemník čchingchajského provinčního výboru KS Číny (2001–2003), tajemník kansuského provinčního výboru KS Číny (2003–2006), později tajemník ťiangsijského provinčního výboru KS Číny (2007–2013), místopředseda celostátního výboru ČLPPS (2013–2014) |
| Lu Chao (陆浩) (* 1947)            | leden 2007    | leden 2012    | předtím guvernér Kan-su (2001–2006), později tajemník kansuského provinčního výboru KS Číny (2006–2011) |
| Wang San-jün (王三运) (* 1952)     | leden 2012    | květen 2017   | předtím guvernér An-chueje (2007–2011), tajemník kansuského provinčního výboru KS Číny (2011–2017) |
| Lin Tuo (林铎) (* 1956)            | květen 2017   | duben 2021    | předtím guvernér Kan-su (2016–2017), tajemník kansuského provinčního výboru KS Číny (2016–2017) |
| Jin Chung (尹弘) (* 1963)          | duben 2021    | leden 2023    | předtím guvernér Che-nanu (2019–2021), tajemník kansuského provinčního výboru KS Číny (2021–2022), později tajemník ťiangsijského provinčního výboru KS Číny (2022– )                                                                                           |
| Chu Čchang-šeng (胡昌升) (* 1963)  | leden 2023    | v úřadu       | předtím guvernér Chej-lung-ťiangu (2021–2022), tajemník kansuského provinčního výboru KS Číny (2022– ) |

## Předsedové kansuského provinčního výboru Čínského lidového politického poradního shromáždění (ČLPPS, od 1950)
| Jméno (životní data)                 | Od            | Do            | Další funkce a poznámky |
| ------------------------------------ | ------------- | ------------- | --- |
| Teng Pao-šan (邓宝姗) (1894–1968)    | říjen 1950    | únor 1955     | |
| Čang Čung-liang (张仲良) (1907–1983) | únor 1955     | srpen 1961    | tajemník kansuského provinčního výboru KS Číny (1954–1961) |
| Wang Š’-tchaj (王世泰) (1910–2008)   | srpen 1961    | září 1964     | poprvé, předtím předseda lidové vlády Kan-su (1949–1950) |
| Kao Ťien-ťün (高健君) (1919–1969)    | září 1964     | 1966          | |
| Wang Š’-tchaj (王世泰) (1910–2008)   | prosinec 1977 | prosinec 1979 | podruhé, později předseda kansuského provinčního lidového shromáždění (1979–1983) |
| Jang Č’-lin (楊植霖) (1911–1992)     | prosinec 1979 | duben 1983    | předtím předseda vnitromongolského oblastního výboru ČLPPS (1955–1965), tajemník čchingchajského provinčního výboru KS Číny (1962–1966), předseda čchingchajského provinčního výboru ČLPPS (1963–1977) |
| Chuang Luo-pin (黄罗斌) (1916–1998)  | duben 1983    | březen 1984   | |
| Wang Ping-siang (王秉祥) (1916–1993) | duben 1984    | leden 1988    | |
| Ke Š’-jing (葛士英) (1920–2007)      | leden 1988    | leden 1993    | |
| Šen Siao-ceng (申效曾) (1927–2015)   | leden 1993    | leden 1998    | |
| Jang Čen-ťie (杨振杰) (* 1936)       | leden 1998    | leden 2003    | |
| Čung Čao-lung (仲兆隆) (* 1944)      | leden 2003    | leden 2008    | |
| Čchen Süe-cheng (陈学亨) (* 1948)    | leden 2008    | leden 2011    | |
| Feng Ťien-šen (冯健身) (1952–2022)   | leden 2011    | leden 2018    | |
| Ou-jang Ťien (欧阳坚) (* 1957)       | leden 2018    | leden 2023    | |
| Čuang Kuo-tchaj (庄国泰) (* 1962)    | leden 2023    | v úřadu       | |